# Lautwandel
Lautwandel bezeichnet die Veränderung von Lauten nach bestimmten Regeln. Historischer Lautwandel stellt eine Art des Sprachwandels dar, die darin besteht, dass die Aussprache von Lauten mit der Zeit geändert wird. Synchroner Lautwandel ist die Veränderung von Lauten z. B. aufgrund des Zusammentretens unterschiedlicher sprachlicher Segmente. Dabei kann die Sprache auf der Ebene der Lautäußerung (Phonetik) oder des Sprachsystems (in diesem Fall der Ebene der Phonologie) betroffen sein. Wenn Lautwandel ganze Gruppen von artikulatorisch verwandten Lauten betrifft, ist oft von Lautverschiebung die Rede.

## Ein Beispiel aus dem Deutschen
Als Beispiel für einen Lautwandel kann man sich die Aussprache des Wortes „Maus“ ansehen: Noch im Mittelhochdeutschen sprach man es [mu:s] aus, also mit einem einfachen, langen Vokal wie unser heutiges Wort „(das) Mus“. Wie in vielen anderen Wörtern ist aus diesem einfachen Vokal (Monophthong) in unserem gegenwärtigen Deutschen ein Doppelvokal (Diphthong) [aʊ̯] geworden; das Wort lautet [maʊ̯s]. Da hier aus einem einfachen Vokal ein Doppelvokal wurde, heißt dieser Vorgang auch Diphthongierung.

## Arten des Lautwandels

### Synchroner und diachroner Lautwandel, Sprachkontakt
Synchroner Lautwandel erfolgt ausgelöst durch die Kombination und Wechselwirkung verschiedener sprachlicher Segmente untereinander (z. B. Umlaut, Ablaut, Vokalharmonie, Assimilation, Synkope, Metathese etc.).
Diachroner (Historischer) Lautwandel ist die Veränderung lautlicher Eigenschaften sprachlicher Segmente im Laufe der Zeit und dessen Ausbreitung im Raum.
Historischer Lautwandel erfolgt innerhalb eines Sprachgebiets in der Regel nach denselben Gesetzen wie der synchrone Lautwandel oder stellt dessen Verfestigung oder Weiterführung dar. Dabei ist das Aufeinandertreffen von Sprechern unterschiedlicher sprachlicher Varietäten (Ideolekte, Soziolekte, Dialekte oder sogar nichtverwandter Sprachen) ein begünstigender Faktor für Lautwandel (s. Sprachkontakt), wohingegen geographische Isolation (Island, Kaukasus, Neuguinea) den Sprachwandel verlangsamt.

### Phonetischer und phonologischer Lautwandel
Lautwandel kann die lautlichen Eigenschaften der Sprachlaute betreffen, ohne dass deshalb die Unterscheidbarkeit eines Wortes von einem anderen beeinträchtigt ist; dies wäre ein rein phonetischer (= lautlicher) Wandel. Er kann aber auch die Unterscheidbarkeit von Wörtern aufheben; in diesem Fall ist das phonologische System der Sprache betroffen. Man muss also unterscheiden, ob ein Lautwandel sich als ein phonetischer oder als ein phonologischer Wandel darstellt.

### Spontaner und kombinatorischer Lautwandel
Man unterscheidet zudem zwischen dem spontanen und dem kombinatorischen Lautwandel. Als spontan werden jene bezeichnet, die unabhängig von der lautlichen Umgebung stattfinden. Kombinatorisch ist genau das Gegenteil und steht für einen umgebungsabhängigen Lautwandel (z. B. bei Umlauten).
Diese beiden Arten können selbstverständlich auch synchron auftreten, wobei mancher empirisch beobachtbarer kombinatorischer oder spontaner Wandel wenig Beachtung findet, weil er normativ betrachtet als Versehen, Fehler oder parole-Nuance erscheint.
Beispiele für solchen synchronen kombinatorischen Lautwandel sind die Aussprache des Wortes fünf (hochsprachlich: [fyɱf], gewandelt: [fymf, fympf], hyperkorrekt: [fynf, fynɛf]) oder die lautliche Angleichung lateinischer Fremdwörter an deutsche phonetische Regeln (z. B. [ʃtˈa:tus] anstelle von [stˈatus, stˈa:tus]).
Beispiele für solchen synchronen spontanen Lautwandel: Ausfall von Endkonsonanten in identischer phonologischer Umgebung (teilweise sogar bei ein und demselben Sprecher im selben Sprechsegment), wie nich für nicht, jetz für jetzt, au für auch; Übergang von rhotischem Auslautvokal in Tiefschwa und schließlich zu Vollvokal: aber [a:bɝ, a:bɚ, a:bɐ̯, a:ba, a:ba:].

## Modelle zur Ausbreitung von Lautwandel
Die Junggrammatiker nahmen zunächst eine Ausnahmslosigkeit der Lautgesetze an, die jedoch weder einige Unregelmäßigkeiten noch die Frage des tatsächlichen Vonstattengehens der Ausbreitung von Lautwandel erklären konnte.
In Auseinandersetzung mit dieser Frage entstanden ausgehend von der Dialektologie zwei wesentliche aufeinander aufbauende Modelle für die Verbreitung von phonologischen Veränderungen im Sprachsystem. Dem ersten Modell (Wellentheorie) zufolge breitet sich der Wandel phonologisch graduell aus: Alle Wörter einer bestimmten Wortklasse erleben gleichzeitig eine Veränderung des entsprechenden Lautes; diese springt aber nicht plötzlich von einem Phonem auf ein anderes um, sondern durchläuft eine schrittweise Annäherung an den Ziellaut. Diese lautliche Innovation breitet sich im Raum von einem Zentrum aus konzentrisch aus, wie eine Welle, die von einem ins Wasser geworfenen Stein erzeugt wird.
Das zweite Modell (Isoglossentheorie) besagt, dass sich die Veränderung nicht nur lautlich, sondern auch lexikalisch graduell ausbreitet, also von Wort zu Wort: Neben dem ursprünglichen Laut wird in einem bestimmten Wort allmählich ein neuer Laut benutzt und ersetzt mit der Zeit das alte Phonem vollständig. Dieser „Sprung“ geschieht erst in einem oder in einigen wenigen Wörtern und breitet sich mit der Zeit dann auf dem Wege der Analogie auf alle Wörter mit vergleichbarer Lautung aus. Jedes betroffene Wort löst dabei zunächst eine ganz eigene „Welle“ aus, die sich unterschiedlich im Raum ausbreitet und erst später vereinheitlicht wird, bzw. sich zu einem Lautgesetz verfestigt. Dialektologische Isoglossenlandkarten zeigen eine Momentaufnahme dieses Prozesses und bestätigen diese Sichtweise auf den historischen Lautwandel.

## Mathematische Modelle zum Lautwandel
In der Quantitativen Linguistik gibt es Versuche dazu, mathematische Modelle für die Wahrscheinlichkeit, dass ein Lautwandel eintritt, zu entwickeln. Sie stützen sich auf George Kingsley Zipf und nehmen an, dass als Einflussfaktoren Produktions- und Perzeptionsaufwand eine entscheidende Rolle spielen. (Mit „Produktions- und Perzeptionsaufwand“ ist der Aufwand gemeint, den der Sprecher beziehungsweise der Hörer betreiben muss, um eine erfolgreiche Kommunikation zu sichern.)
Ein weiterer Aspekt ist die Frage, wie ein Lautwandel in der Zeit verläuft. In der Quantitativen Linguistik wird die Hypothese vertreten, dass Sprachwandel generell gesetzmäßig verlaufen, und zwar gemäß dem Piotrowski-Gesetz; dies sollte auch für Lautwandel zutreffen. Der Nachweis ist für frühere Zeiten nicht leicht zu führen, da man ausschließlich auf schriftliche Texte angewiesen ist. Nimmt man ersatzweise die schriftliche Wiedergabe von Lauten oder einzelnen Lauteigenschaften (etwa die Länge der Vokale), so lässt sich in Einzelfällen zeigen, dass deren Änderungen dem angegebenen Sprachgesetz folgt.

## Unterschiedliche Lautwandelprozesse
Faktoren, die Lautwandel verursachen, begünstigen bzw. beeinflussen, sind:
- Metathese (Vertauschen zweier Segmente)
  - Kontaktmetathese (Segmente nebeneinander; Beispiel: dt. Frosch, nds. Forsch (<r> und <o> vertauscht))
  - Fernmetathese (Segmente nicht nebeneinander; Beispiel: altspanisch parabla → spanisch palabra (<r> und <l> vertauscht))

Sequentielle Veränderungen:
- Assimilation
- Dissimilation

Silbenstrukturveränderung:
- Resyllabierung (Verschiebung der Silbengrenze)
- Prothese (Hinzufügung von Segmenten)
  - Prothese (Anfügung vorne)
    - Konsonantenprothese (Beispiel: lat. proesse → lat. prodesse)
    - Vokalprothese (Beispiel: lat. scola → span. escuela)

  - Epenthese (mittige Einfügung)
    - Anaptyxe (Sprossvokal; Beispiel: altlat. saeclum → lat. saeculum)
    - Konsonantische Epenthese (Beispiel: <n> in afrikanisch (zur leichteren Aussprache statt des eigentlich regelgerechten afrikaisch < Afrika + -isch))

  - Epithese oder Paragoge (Anfügung hinten)
    - Konsonantenepithese (Beispiel: mhd. nieman → nhd. niemand)
    - Vokalepithese (Beispiel: ward → wurde)
- Elision oder Deletion (Tilgung von Segmenten)
  - Prokope (Tilgung vorne)
  - Synkope (mittige Tilgung)
  - Apokope (Tilgung hinten)
  - Haplologie (Tilgung einer von zwei identischen Lautgruppen)
- Speziell bei konsonantischem Silbenanlaut:
  - Koaleszenz/Konsonantenfusion/Konsonantenkontraktion
  - Halbvokalisierung (Überführung eines bestimmten Segments zu [j], [ɥ] oder [w])
- Speziell bei vokalischem Silbenanlaut:
  - Kontraktion/Synärese/Synizese (Zusammenziehung zweier Laute zu einem Laut)
  - Vokalkontraktion (Reduktion zweier Vokale auf einen einzigen (meist langen) Vokal)

## Lautwandel und sein Bezug zum Sprachsystem
Zwischen Lautwandel und Bedeutungswandel kann eine Wechselwirkung bestehen.
Außerdem kann der Lautwandel im Laufe der Zeit das gesamte grammatische System einer Sprache beeinflussen, nämlich dann, wenn ursprünglich unterschiedliche Lautformen nach dem Lautwandel nicht mehr zu unterscheiden sind. Dies wird in aller Regel weitere Änderungen im Sprachsystem nach sich ziehen, damit die Kommunikation in der Sprachgemeinschaft aufrechterhalten bleibt.

## Lautwandel und Schriftsprache
Durch die geschriebene Sprache ergeben sich weitere Wechselwirkungen mit Erscheinungen des Lautwandels, zum Beispiel durch die einheitliche Orthographie und die regional unterschiedlichen Weisen, die damit verschrifteten Worte auszusprechen.
Die Schriftsprache kann vereinheitlichend und sprachwandelhemmend wirken, indem sie einen Standard etabliert, nach dem die Sprecher einer Sprache sich zu richten versuchen.
Dabei kann es jedoch auch zu Fehlinterpretationen und sog. Hyperrkorrektheiten kommen: z. B. kommt es bei Sprechern des Bairischen gelegentlich zur Fehlinterpretation des unbetonten e-Lauts in Endsilben (wie in haben), der nach der Orthographie einen reduzierten Schwa-Laut bezeichnen soll. Da im Bayrischen dieser Vokal vollkommen entfällt (habm oder ham), wird angenommen, dass hier in der Hochsprache ein volles e artikuliert werden soll und es entsteht in der bayrischen Variante des Hochdeutschen ein hyperkorrektes habén.
Derartige Hyperkorrektheiten können ihrerseits wieder einen neuen Lautwandel in Gang setzen, sobald sie sich ausbreiten.